# Octan cyproteronu
Octan cyproteronu (łac. Cyproteroni acetas) – lek antyandrogenowy i progestagenowy stosowany w leczeniu chorób zależnych od androgenów, takich jak trądzik, nadmierne owłosienie ciała, przedwczesne dojrzewanie płciowe i rak prostaty, a także jako jeden z elementów feminizującej terapii hormonalnej u transpłciowych kobiet oraz w tabletkach antykoncepcyjnych. Sprzedawany samodzielnie pod nazwą handlową Androcur lub w połączeniu z etynyloestradiolem pod nazwą Diane-35.

## Zastosowanie medyczne

### Podwyższony poziom androgenów
Octan cyproteronu jest stosowany jako antyandrogen w leczeniu podwyższonego poziomu androgenów oraz powiązanych z nim objawów, jak na przykład maskulinizacja u kobiet wynikająca z chorób takich jak zespół policystycznych jajników (PCOS) oraz wrodzony przerost nadnerczy (CAH). Podczas leczenia PCOS u kobiet jest on często łączony z etynyloestradiolem.

### Hormonalna terapia menopauzalna
Octan cyproteronu jest stosowany w niskich dawkach w terapii hormonalnej w okresie przekwitania w połączeniu z estrogenem w celu zapewnienia ochrony endometrium i leczenia objawów menopauzy. Występuje pod nazwą handlową Climen, który jest preparatem złożonym zawierającym 2 mg walerianianu estradiolu i 1 mg octanu cyproteronu. Dostępny jest w ponad 40 krajach.

### Rak prostaty
Octan cyproteronu jest stosowany w terapii paliatywnej raka gruczołu krokowego u mężczyzn. Jest on stosowany w bardzo wysokich dawkach doustnie lub w formie iniekcji domięśniowych. Antyandrogeny nie leczą raka prostaty, ale mogą znacznie wydłużyć życie mężczyzn cierpiących na tę chorobę. Obecnie jest rzadko stosowany w leczeniu raka prostaty, ponieważ został w dużej mierze zastąpiony przez modulatory GnRH i niesteroidowe antyandrogeny.

### Zaburzenia seksualne
Octan cyproteronu jest stosowany jako forma kastracji chemicznej w leczeniu parafilii i hiperseksualności u mężczyzn. Działanie octanu cyproteronu polega na zmniejszaniu libido i pobudzenia seksualnego oraz wywoływaniu dysfunkcji seksualnych. Może być również stosowany w celu zmniejszenia libido u osób wykazujących nieodpowiednie zachowania seksualne, takich jak osoby z niepełnosprawnością intelektualną lub demencją. Lek jest również pomocny w leczeniu autoagresywnych zachowań seksualnych, takich jak masochizm. Octan cyproteronu ma porównywalną skuteczność do octanu medroksyprogesteronu w tłumieniu popędu płciowego i funkcji seksualnych, ale wydaje się być mniej skuteczny niż modulatory GnRH, takie jak leuprorelina, a także ma więcej skutków ubocznych.

## Przeciwwskazania
Wśród przeciwwskazań do stosowania octanu cyproteronu znajdują się:
- nadwrażliwość na lek
- ciąża, laktacja lub karmienie piersią
- pokwitanie (z wyjątkiem stosowania w leczeniu przedwczesnego lub opóźnionego dojrzewania płciowego)
- choroby i dysfunkcje wątroby
  - zespół Dubina-Johnsona
  - zespół Rotora
  - nowotwory wątroby
- przewlekła choroba nerek
- przebycie żółtaczki lub cholestazy ciężarnych
- przebycie opryszczki w czasie ciąży
- oponiak, prolaktynoma(inne języki) lub hiperprolaktynemia
- kacheksja (z wyjątkiem nieoperacyjnego raka prostaty)
- ciężkie zaburzenia depresyjne
- zakrzepica, udar mózgu lub zawał serca
- ciężka cukrzyca
- choroby żylne
- anemia sierpowata

## Działania niepożądane
- bóle i zawroty głowy
- zmęczenie
- mdłości
- zahamowanie spermatogenezy u mężczyzn
- napięcie gruczołów sutkowych
- zmiany wagi ciała
- nastroje depresyjne
- zaburzenia miesiączkowania u kobiet

## Dostępne preparaty
Octan cyproteronu jest dostępny w postaci tabletek doustnych (wyższe dawki; 10 mg, 50 mg, 100 mg) lub w połączeniu z etynyloestradiolem lub walerianianem estradiolu (niższe dawki; 1 lub 2 mg), a także w postaci ampułek do iniekcji domięśniowych (100 mg/mL, 300 mg/3 mL; nazwa handlowa Androcur Depot). Sprzedawany jest pod takimi nazwami jak Androcur, Androcur Depot, Androcur-100, Androstat, Asoteron, Cyprone, Cyproplex, Cyprostat, Cysaxal, Imvel i Siterone.

## Dawkowanie
Doustnie. Dawkę i częstotliwość przyjmowania leku ustala lekarz. Zwykle u mężczyzn z rakiem gruczołu krokowego 0,2-0,3. W przypadku nadmiernej pobudliwości płciowej dawkę ustala się indywidualnie.